# Sacculina infirma
Sacculina infirma is een krabbezakjessoort uit de familie van de Sacculinidae. De wetenschappelijke naam van de soort is voor het eerst geldig gepubliceerd in 1953 door Boschma.